# Michał Szczygieł (album)
Michał Szczygieł – drugi album studyjny polskiego piosenkarza Michała Szczygła. Wydawnictwo ukazało się  27 października 2023 nakładem wytwórni muzycznej Universal Music Polska.
Album jest utrzymany w stylu muzyki pop. Składa się z wersji standardowej (1 CD).
Nagrania były promowane singlami: „Adrenalina”, „Nowe sytuacje”, „Sam sobie wziął”, „Pocałunek lata”, „Wola wygranej”, „Światło” i „Najdalej, gdzie wzrok sięgnie”.

## Lista utworów
Opracowano na podstawie materiału źródłowego.
| Michał Szczygieł – Wersja standardowa | Michał Szczygieł – Wersja standardowa | Michał Szczygieł – Wersja standardowa                                                                                  | Michał Szczygieł – Wersja standardowa                                                                                  | Michał Szczygieł – Wersja standardowa |
| Nr                                    | Tytuł utworu                          | Słowa | Muzyka | Długość                               |
| ------------------------------------- | ------------------------------------- | --- | --- | ------------------------------------- |
| 1.                                    | „Adrenalina”                          | Michał Szczygieł, Karol Serek, Paweł Wawrzeńczyk                                                                       | Michał Szczygieł, Karol Serek, Paweł Wawrzeńczyk                                                                       | 3:00                                  |
| 2.                                    | „Nowe sytuacje”                       | Michał Szczygieł, Karol Serek, Paweł Wawrzeńczyk                                                                       | Michał Szczygieł, Karol Serek, Paweł Wawrzeńczyk                                                                       | 3:13                                  |
| 3.                                    | „Najdalej, gdzie wzrok sięgnie”       | Michał Szczygieł, Mattia Rosiński, Ellie Rosiński, Piotr Odoszewski, Piotr Kaźmierczak                                 | Michał Szczygieł, Mattia Rosiński, Ellie Rosiński, Piotr Odoszewski, Piotr Kaźmierczak                                 | 2:26                                  |
| 4.                                    | „To nie zabawa”                       | Michał Szczygieł, Karol Serek, Paweł Wawrzeńczyk, Piotr Odoszewski, Mattia Rosiński, Ellie Rosiński, Piotr Kaźmierczak | Michał Szczygieł, Karol Serek, Paweł Wawrzeńczyk, Piotr Odoszewski, Mattia Rosiński, Ellie Rosiński, Piotr Kaźmierczak | 2:47                                  |
| 5.                                    | „Sam sobie wziął”                     | Michał Szczygieł, Marceli Bober                                                                                        | Michał Szczygieł, Szymon Frąckowiak, Mikołaj Vargas                                                                    | 2:31                                  |
| 6.                                    | „Pocałunek lata”                      | Michał Szczygieł, Karol Serek, Paweł Wawrzeńczyk                                                                       | Michał Szczygieł, Karol Serek, Paweł Wawrzeńczyk                                                                       | 3:07                                  |
| 7.                                    | „Wyjdę na plus”                       | Michał Szczygieł | Michał Szczygieł, Damian Skoczyk, Kornel Barwiński, Jan Bielecki                                                       | 2:13                                  |
| 8.                                    | „Możesz być kim chcesz”               | Michał Szczygieł, Karol Serek, Paweł Wawrzeńczyk                                                                       | Michał Szczygieł, Karol Serek, Paweł Wawrzeńczyk                                                                       | 2:57                                  |
| 9.                                    | „Wola wygranej”                       | Michał Szczygieł, Marceli Bober                                                                                        | Michał Szczygieł, Taneisha Jackson, Lewis Gardiner                                                                     | 2:38                                  |
| 10.                                   | „Światło”                             | Michał Szczygieł | Jan Bielecki | 2:32                                  |
|                                       |                                       | | | 27:24                                 |